# Fabián Bustos
Fabián Daniel Bustos Barbero (Córdoba, Argentina, 28 de marzo de 1969) es un exfutbolista y entrenador de fútbol argentino. Actualmente se encuentra sin club. Es hermano del también entrenador argentino Carlos Bustos.

## Trayectoria

### Como futbolista
Bustos comenzó su carrera profesional en el San Lorenzo de Córdoba en 1986. Se mudó al club Argentino de Marcos Juárez en 1989, antes de regresar a su club anterior en 1990, y pasó a jugar en Primera B Nacional tras fichar por el Almirante Brown al año siguiente, después de un breve paso por el Nacional de Uruguay.
En 1992, Bustos fichó por Lanús en la primera división de Argentina, pero jugó con moderación antes de mudarse a Belgrano en 1994. Luego pasó a jugar para equipos de segunda división en las siguientes cinco temporadas, representando a Deportivo Morón, Juventud Antoniana, Atlético Tucumán y Cipolletti antes de marcharse al extranjero en 2000, fue al Jorge Wilstermann de Bolivia.
Bustos se mudó a Ecuador en 2000 y fichó por el Deportivo Quito. Luego jugó para Manta, Macará y Deportivo Saquisilí antes de regresar a la Argentina en 2004 con El Porvenir.
En 2005, Bustos se incorporó a Estudiantes de Buenos Aires y se retiró con el club al año siguiente, a los treinta y seis años.

### Como entrenador
El Manta Fútbol Club fue el primer equipo que lo llamó para ser entrenador en 2009 donde se mantuvo por dos temporadas. En 2011 recibió la llamada de Deportivo Quito, el equipo de la Plaza del Teatro armo uno de los planteles más poderosos y Bustos fichó nombres como Maximiliano Bevacqua, Fidel Martínez, Matías Alustiza, Marcelo Elizaga, Luis Fernando Saritama, Jairo Campos. Bustos hacía una campaña interesante con Deportivo Quito, pero la dirigencia lo desvinculó, en su lugar llegó Carlos Ischia y al final ese equipo logró el título de ese año.
Después de eso, empezó un periplo por varios equipos: Imbabura Sporting Club en 2011, Técnico Universitario en 2012, equipo con el que tuvo malos resultados y, aunque dejó el club, este al finalizar la temporada descendió. También tuvo un paso por Macará de Ambato, que a la postre con otros técnicos descendió en 2013.  El 2013 retornó al Manta FC, donde tiene una campaña irregular. Finalmente, en 2014, llega a Liga de Portoviejo, que se encontraba en la Serie B, hasta que llega al Delfín Sporting Club en 2015, que también se encontraba en la Serie B.
Llevó a Delfín de vuelta a la máxima categoría después de 15 años, pero fue destituido por el club el 30 de abril de 2016. En 2017 no tuvo el mismo éxito y fue reemplazado por Octavio Zambrano. El entrenador no se fue de Manabí, ya que se mantuvo como asesor de la Liga de Portoviejo.
En 2018 volvió a recibir el llamado del Delfín, en reemplazo de Guillermo Sanguinetti. Bustos logró clasificar con el cuadro ‘cetáceo’ a la Copa Sudamericana y para 2019 se reforzó con varios jugadores de calidad, más la base de los dos años anteriores. Ya para 2019 el Delfín fue un equipo muy regular durante la primera etapa y remató en los playoffs. Los manabitas dejaron en el camino a Independiente del Valle, Macará y vencieron en la final a Liga Deportiva Universitaria. También estuvo a cargo en su primer título de la Serie A en 2019, pero dejó el club el 15 de diciembre de ese año.
En 2020, una década después de haber llegado a dirigir en el país, Fabián Bustos recibió el llamado del Barcelona Sporting Club de Ecuador. En su presentación dijo: «Vengo al equipo más grande del país, es un sueño». Con este club fue campeón de la Serie A de Ecuador 2020 (contra el mismo rival que fue campeón al año anterior en Delfín) y subcampeón de la Supercopa de Ecuador 2021. El 25 de febrero de 2022, el club anunció la marcha de Bustos a través de una rueda de prensa, siendo su último partido al frente del club al día siguiente.
El 25 de febrero de 2022, se anuncia su llegada al Santos de Brasil. El 7 de julio, tras solo una victoria en 13 partidos, fue despedido.
El 5 de septiembre de 2022, Bustos regresó a su antiguo club Barcelona en el lugar de partida de Jorge Célico. El 4 de junio de 2023, presentó su renuncia tras caer 1-3 contra su máximo rival, Emelec, en el clásico del Astillero.
El 9 de agosto de 2023, Bustos regresó a Brasil y a su máxima categoría, luego de ser nombrado entrenador del América Mineiro.El 9 de noviembre, tras el descenso del club, fue despedido.
El 30 de diciembre de 2023, fue presentado como entrenador de Universitario a partir de la temporada 2024, en reemplazo de Jorge Fossati.Tras ganar tanto el Torneo Apertura como el Clausura, Bustos fue campeón de la Liga 1 2024 sin necesidad de jugar una final y fue premiado como mejor entrenador de la temporada. El 13 de abril de 2025, se confirmó su salida de Universitario para asumir la dirección técnica de Olimpia de Paraguay, tras la desvinculación de Martín Palermo. Su último partido al mando del equipo crema fue ese mismo día, frente a Melgar, aunque lo haría desde la tribuna pues cumplía una sanción de 4 fechas.
En abril de 2025, asumió al frente de Olimpia. No obstante, el 15 de julio, fue despedido de su cargo luego de un mal comienzo en el Torneo Clausura.

## Clubes y estadísticas

### Como jugador
| Club                   | País      | Año       |
| ---------------------- | --------- | --------- |
| San Lorenzo de Córdoba | Argentina | 1986-1990 |
| Nacional               | Uruguay   | 1991      |
| Almirante Brown        | Argentina | 1991-1992 |
| Lanús                  | Argentina | 1992-1994 |
| Belgrano               | Argentina | 1994-1995 |
| Deportivo Morón        | Argentina | 1995-1996 |
| Juventud Antoniana     | Argentina | 1996-1997 |
| Atlético Tucumán       | Argentina | 1997-1999 |
| Cipolletti             | Argentina | 1999      |
| Jorge Wilstermann      | Bolivia   | 2000      |
| Deportivo Quito        | Ecuador   | 2000-2001 |
| Macará                 | Ecuador   | 2002      |
| Manta F. C.            | Ecuador   | 2002      |
| Deportivo Saquisilí    | Ecuador   | 2003      |
| El Porvenir            | Argentina | 2004-2005 |
| Estudiantes (BA)       | Argentina | 2006      |

### Como entrenador
| Equipo                          | Div.                | Temporada           | Liga  | Liga | Liga | Liga | Liga |       | Copa | Copa | Copa | Copa  |    | Internacional | Internacional | Internacional | Internacional | Internacional |   | Otros | Otros | Otros | Otros |     | Totales     | Totales | Totales | Totales | Totales | Totales | Totales | Totales |
| Equipo                          | Div.                | Temporada           | Part. | G    | E    | P    | Pos. | Part. | G    | E    | P    | Part. | G  | E             | P             | Pos.          | Part.         | G             | E | P     | Part. | G     | E     | P   | Rendimiento | GF      | GC      | Dif.    |         |         |         |         |
| ------------------------------- | ------------------- | ------------------- | ----- | ---- | ---- | ---- | ---- | ----- | ---- | ---- | ---- | ----- | -- | ------------- | ------------- | ------------- | ------------- | ------------- | - | ----- | ----- | ----- | ----- | --- | ----------- | ------- | ------- | ------- | ------- | ------- | ------- | ------- |
| Manta · Ecuador                 | 1.ª                 | 2009                | 18    | 7    | 5    | 6    | 9.º  | -     | -    | -    | -    | -     | -  | -             | -             | -             | -             | -             | - | -     | 18    | 7     | 5     | 6   | 48.15%      | 18      | 23      | -5      |         |         |         |         |
| Manta · Ecuador                 | 1.ª                 | 2010                | 44    | 12   | 15   | 17   | 7.º  | -     | -    | -    | -    | -     | -  | -             | -             | -             | -             | -             | - | -     | 44    | 12    | 15    | 17  | 38.63%      | 46      | 63      | -17     |         |         |         |         |
| Deportivo Quito · Ecuador       | 1.ª                 | 2011                | 14    | 8    | 4    | 2    | Inc. | -     | -    | -    | -    | 2     | 1  | 0             | 1             | 1ªF           | -             | -             | - | -     | 16    | 9     | 4     | 3   | 64.58%      | 30      | 17      | +13     |         |         |         |         |
| Deportivo Quito · Ecuador       | Total               | Total               | 14    | 8    | 4    | 2    | -    | -     | -    | -    | -    | 2     | 1  | 0             | 1             | -             | -             | -             | - | -     | 16    | 9     | 4     | 3   | 64.58%      | 30      | 17      | +13     |         |         |         |         |
| Imbabura · Ecuador              | 1.ª                 | 2011                | 8     | 3    | 0    | 5    | Inc. | -     | -    | -    | -    | -     | -  | -             | -             | -             | -             | -             | - | -     | 8     | 3     | 0     | 5   | 37.5%       | 6       | 14      | -8      |         |         |         |         |
| Imbabura · Ecuador              | Total               | Total               | 8     | 3    | 0    | 5    | -    | -     | -    | -    | -    | -     | -  | -             | -             | -             | -             | -             | - | -     | 8     | 3     | 0     | 5   | 37.5%       | 6       | 14      | -8      |         |         |         |         |
| Técnico Universitario · Ecuador | 1.ª                 | 2012                | 11    | 2    | 4    | 5    | Inc. | -     | -    | -    | -    | -     | -  | -             | -             | -             | -             | -             | - | -     | 11    | 2     | 4     | 5   | 30.3%       | 9       | 14      | -5      |         |         |         |         |
| Técnico Universitario · Ecuador | Total               | Total               | 11    | 2    | 4    | 5    | -    | -     | -    | -    | -    | -     | -  | -             | -             | -             | -             | -             | - | -     | 11    | 2     | 4     | 5   | 30.3%       | 9       | 14      | -5      |         |         |         |         |
| Macará · Ecuador                | 1.ª                 | 2012                | 22    | 9    | 2    | 11   | 10.º | -     | -    | -    | -    | -     | -  | -             | -             | -             | -             | -             | - | -     | 22    | 9     | 2     | 11  | 43.94%      | 27      | 29      | -2      |         |         |         |         |
| Macará · Ecuador                | 1.ª                 | 2013                | 13    | 2    | 3    | 8    | Inc. | -     | -    | -    | -    | -     | -  | -             | -             | -             | -             | -             | - | -     | 13    | 2     | 3     | 8   | 23.07%      | 9       | 24      | -15     |         |         |         |         |
| Macará · Ecuador                | Total               | Total               | 35    | 11   | 5    | 19   | -    | -     | -    | -    | -    | -     | -  | -             | -             | -             | -             | -             | - | -     | 35    | 11    | 5     | 19  | 36.19%      | 36      | 53      | -17     |         |         |         |         |
| Manta · Ecuador                 | 1.ª                 | 2013                | 22    | 7    | 6    | 9    | 8.º  | -     | -    | -    | -    | -     | -  | -             | -             | -             | -             | -             | - | -     | 22    | 7     | 6     | 9   | 40.91%      | 21      | 27      | -6      |         |         |         |         |
| Manta · Ecuador                 | Total               | Total               | 84    | 26   | 26   | 32   | -    | -     | -    | -    | -    | -     | -  | -             | -             | -             | -             | -             | - | -     | 84    | 26    | 26    | 32  | 41.27%      | 85      | 113     | -28     |         |         |         |         |
| LDU Portoviejo · Ecuador        | 2.ª                 | 2014                | 27    | 15   | 4    | 8    | Inc. | -     | -    | -    | -    | -     | -  | -             | -             | -             | -             | -             | - | -     | 27    | 15    | 4     | 8   | 60.5%       | 45      | 27      | +18     |         |         |         |         |
| LDU Portoviejo · Ecuador        | Total               | Total               | 27    | 15   | 4    | 8    | -    | -     | -    | -    | -    | -     | -  | -             | -             | -             | -             | -             | - | -     | 27    | 15    | 4     | 8   | 60.5%       | 45      | 27      | +18     |         |         |         |         |
| Delfín · Ecuador                | 2.ª                 | 2015                | 44    | 20   | 14   | 10   | 1.º  | -     | -    | -    | -    | -     | -  | -             | -             | -             | -             | -             | - | -     | 44    | 20    | 14    | 10  | 56.06%      | 50      | 33      | +17     |         |         |         |         |
| Delfín · Ecuador                | 1.ª                 | 2016                | 11    | 2    | 4    | 5    | Inc. | -     | -    | -    | -    | -     | -  | -             | -             | -             | -             | -             | - | -     | 11    | 2     | 4     | 5   | 30.3%       | 8       | 12      | -4      |         |         |         |         |
| Delfín · Ecuador                | 1.ª                 | 2018                | 36    | 17   | 11   | 8    | 4.º  | -     | -    | -    | -    | 3     | 1  | 0             | 2             | FG            | -             | -             | - | -     | 39    | 18    | 11    | 10  | 55.55%      | 62      | 46      | +16     |         |         |         |         |
| Delfín · Ecuador                | 1.ª                 | 2019                | 36    | 16   | 13   | 7    | 1.º  | 10    | 6    | 1    | 3    | 4     | 2  | 2             | 0             | 2ªF           | -             | -             | - | -     | 50    | 24    | 16    | 10  | 58.67%      | 72      | 50      | +22     |         |         |         |         |
| Delfín · Ecuador                | Total               | Total               | 127   | 55   | 42   | 30   | -    | 10    | 6    | 1    | 3    | 7     | 3  | 2             | 2             | -             | -             | -             | - | -     | 144   | 64    | 45    | 35  | 54.86%      | 192     | 141     | +51     |         |         |         |         |
| Barcelona SC · Ecuador          | 1.ª                 | 2020                | 32    | 16   | 12   | 4    | 1.º  | -     | -    | -    | -    | 12    | 6  | 0             | 6             | FG            | -             | -             | - | -     | 44    | 22    | 12    | 10  | 59.09%      | 65      | 36      | +29     |         |         |         |         |
| Barcelona SC · Ecuador          | 1.ª                 | 2021                | 30    | 15   | 6    | 9    | 4.º  | -     | -    | -    | -    | 12    | 5  | 3             | 4             | 1/2           | 2             | 1             | 0 | 1     | 44    | 21    | 9     | 14  | 54.55%      | 68      | 46      | +22     |         |         |         |         |
| Barcelona SC · Ecuador          | 1.ª                 | 2022                | 2     | 2    | 0    | 0    | Inc. | -     | -    | -    | -    | 3     | 1  | 2             | 0             | Inc.          | -             | -             | - | -     | 5     | 3     | 2     | 0   | 73.33%      | 5       | 1       | +4      |         |         |         |         |
| Santos · Brasil                 | 1.ª                 | 2022                | 15    | 4    | 7    | 4    | Inc. | 5     | 1    | 1    | 3    | 8     | 3  | 4             | 1             | 1/8           | -             | -             | - | -     | 28    | 8     | 12    | 8   | 42.86%      | 35      | 34      | +1      |         |         |         |         |
| Santos · Brasil                 | Total               | Total               | 15    | 4    | 7    | 4    | -    | 5     | 1    | 1    | 3    | 8     | 3  | 4             | 1             | -             | -             | -             | - | -     | 28    | 8     | 12    | 8   | 42.86%      | 35      | 34      | +1      |         |         |         |         |
| Barcelona SC · Ecuador          | 1.ª                 | 2022                | 8     | 2    | 3    | 3    | 2.º  | -     | -    | -    | -    | -     | -  | -             | -             | -             | -             | -             | - | -     | 8     | 2     | 3     | 3   | 37.5%       | 11      | 11      | +0      |         |         |         |         |
| Barcelona SC · Ecuador          | 1.ª                 | 2023                | 13    | 7    | 2    | 4    | Inc. | -     | -    | -    | -    | 4     | 1  | 0             | 3             | Inc.          | -             | -             | - | -     | 17    | 8     | 2     | 7   | 50.98%      | 30      | 23      | +7      |         |         |         |         |
| Barcelona SC · Ecuador          | Total               | Total               | 85    | 42   | 23   | 20   | -    | -     | -    | -    | -    | 31    | 13 | 5             | 13            | -             | 2             | 1             | 0 | 1     | 118   | 56    | 28    | 34  | 55.37%      | 179     | 117     | +62     |         |         |         |         |
| América Mineiro · Brasil        | 1.ª                 | 2023                | 16    | 2    | 5    | 9    | Inc. | -     | -    | -    | -    | 2     | 0  | 0             | 2             | 1/4           | -             | -             | - | -     | 18    | 2     | 5     | 11  | 20.37%      | 21      | 34      | -13     |         |         |         |         |
| América Mineiro · Brasil        | Total               | Total               | 16    | 2    | 5    | 9    | -    | -     | -    | -    | -    | 2     | 0  | 0             | 2             | -             | -             | -             | - | -     | 18    | 2     | 5     | 11  | 20.37%      | 21      | 34      | -13     |         |         |         |         |
| Universitario · Perú            | 1.ª                 | 2024                | 34    | 23   | 8    | 3    | 1.º  | -     | -    | -    | -    | 6     | 1  | 2             | 3             | FG            | -             | -             | - | -     | 40    | 24    | 10    | 6   | 68.33%      | 68      | 26      | +42     |         |         |         |         |
| Universitario · Perú            | 1.ª                 | 2025                | 7     | 5    | 2    | 0    | Inc. | -     | -    | -    | -    | 2     | 0  | 0             | 2             | Inc.          | -             | -             | - | -     | 9     | 5     | 2     | 2   | 62.97%      | 18      | 8       | +10     |         |         |         |         |
| Universitario · Perú            | Total               | Total               | 41    | 28   | 10   | 3    | -    | -     | -    | -    | -    | 8     | 1  | 2             | 5             | -             | -             | -             | - | -     | 49    | 29    | 12    | 8   | 67.34%      | 86      | 34      | +52     |         |         |         |         |
| Olimpia Paraguay                | 1.ª                 | 2025-A              | 8     | 2    | 5    | 1    | 5.º  | -     | -    | -    | -    | 4     | 1  | 2             | 1             | FG            | -             | -             | - | -     | 12    | 3     | 7     | 2   | 44.44%      | 15      | 12      | +3      |         |         |         |         |
| Olimpia Paraguay                | 1.ª                 | 2025-C              | 2     | 0    | 1    | 1    | Inc. | -     | -    | -    | -    | -     | -  | -             | -             | -             | -             | -             | - | -     | 2     | 0     | 1     | 1   | 16.67%      | 4       | 5       | -1      |         |         |         |         |
| Olimpia Paraguay                | Total               | Total               | 10    | 2    | 6    | 2    | -    | -     | -    | -    | -    | 4     | 1  | 2             | 1             | -             | -             | -             | - | -     | 14    | 3     | 8     | 3   | 40.48%      | 19      | 17      | +2      |         |         |         |         |
| Total en su carrera             | Total en su carrera | Total en su carrera | 473   | 198  | 136  | 139  | -    | 15    | 7    | 2    | 6    | 62    | 22 | 15            | 25            | -             | 2             | 1             | 0 | 1     | 552   | 228   | 153   | 171 | 50.54%      | 743     | 615     | +128    |         |         |         |         |
| 1. 2. 3.                        |                     |                     |       |      |      |      |      |       |      |      |      |       |    |               |               |               |               |               |   |       |       |       |       |     |             |         |         |         |         |         |         |         |

#### Resumen por competiciones
| Competición                  | Partidos | Ganados | Empatados | Perdidos | %      | Resultado        |
| ---------------------------- | -------- | ------- | --------- | -------- | ------ | ---------------- |
| Serie B de Ecuador           | 71       | 35      | 18        | 18       | 57.75% | Campeón          |
| Serie A de Ecuador           | 320      | 127     | 90        | 103      | 49.07% | Campeón          |
| Copa Ecuador                 | 10       | 6       | 1         | 3        | 63.33% | Subcampeón       |
| Supercopa de Ecuador         | 2        | 1       | 0         | 1        | 50%    | Subcampeón       |
| Brasileirão                  | 31       | 6       | 12        | 13       | 32.25% | 8.º lugar        |
| Copa de Brasil               | 2        | 0       | 0         | 2        | 0%     | Octavos de final |
| Paulistão                    | 3        | 1       | 1         | 1        | 44.44% | Fase de grupos   |
| Primera División del Perú    | 41       | 28      | 10        | 3        | 76.42% | Campeón          |
| Primera División de Paraguay | 10       | 2       | 6         | 2        | 40%    | 5.º lugar        |
| Copa Libertadores            | 52       | 19      | 11        | 22       | 43.59% | Semifinales      |
| Copa Sudamericana            | 10       | 3       | 4         | 3        | 43.33% | Cuartos de final |
| TOTAL                        | 552      | 228     | 153       | 171      | 50.54% | 4 Títulos        |

## Palmarés

### Como entrenador

#### Torneos nacionales
| Torneo                    | Club            | País    | Año  |
| ------------------------- | --------------- | ------- | ---- |
| Serie B                   | Delfín S. C.    | Ecuador | 2015 |
| Serie A                   | Delfín S. C.    | Ecuador | 2019 |
| Serie A                   | Barcelona S. C. | Ecuador | 2020 |
| Primera División del Perú | Universitario   | Perú    | 2024 |

### Torneos Cortos
| Título          | Club                      | Sede | Año  |
| --------------- | ------------------------- | ---- | ---- |
| Torneo Apertura | Universitario de Deportes | Perú | 2024 |
| Torneo Clausura | Universitario de Deportes | Perú | 2024 |

#### Distinciones individuales
| Distinción             | País    | Año        |
| ---------------------- | ------- | ---------- |
| Mejor director técnico | Ecuador | 2019, 2020 |
| Mejor director técnico | Perú    | 2024       |